# فروزمین

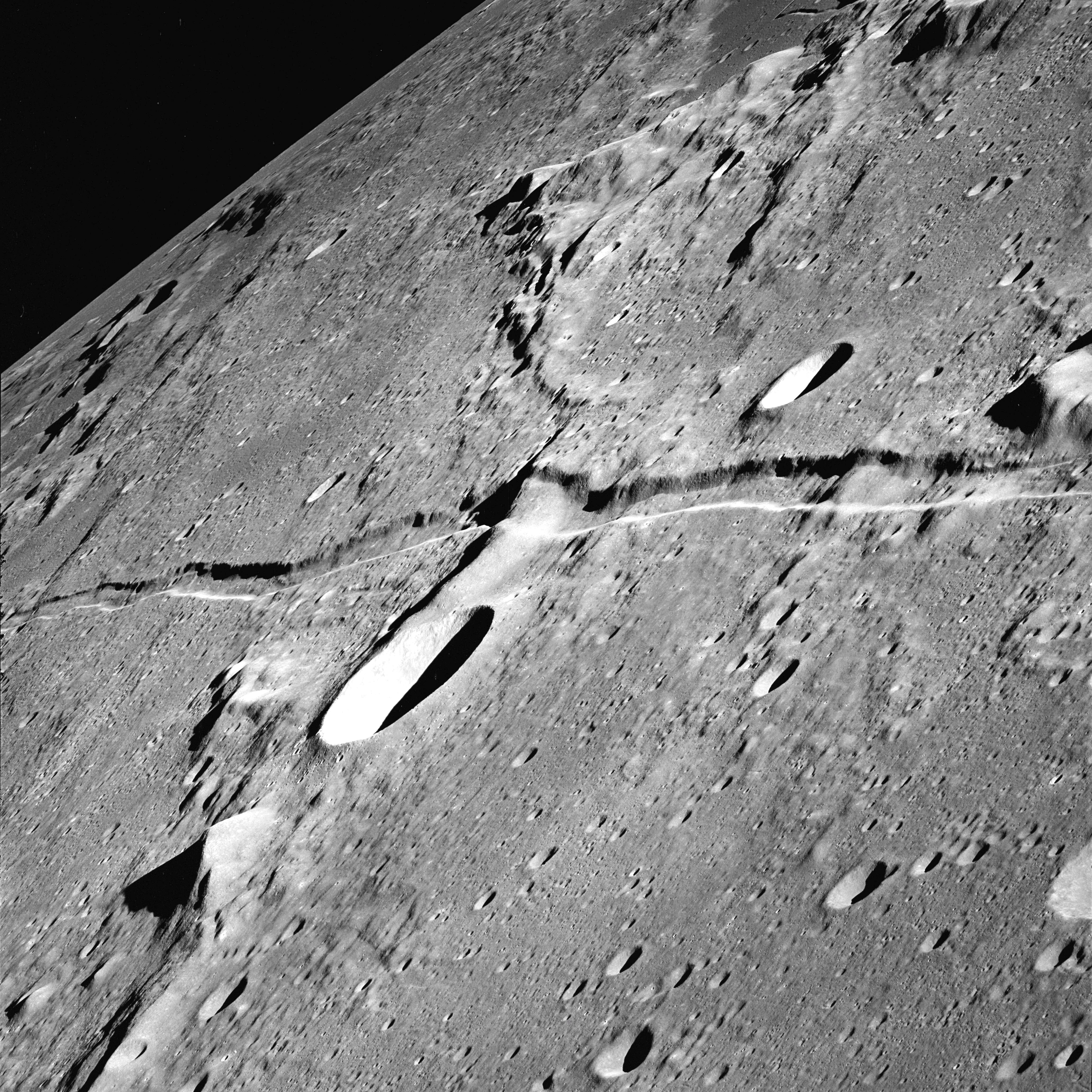
شیاروار آریده بر سطح کرهٔ ماه نمونه‌ای از یک فروزمین در کُرات دیگر است.

در زمین‌شناسی فروزَمین یا فروبوم نوعی از دره است.
فروزمین دره‌ای است که بر اثر نشست زمین در میان دو گسل موازی پدید آمده‌باشد.
اگر قطعه‌ای از پوسته زمین، در اثر فعالیت دو گسل معمولی که آن را محدود می‌کند با لغزش تقریباً مساوی، از نواحی اطراف پائین‌تر قرار گیرد، آن را فروزمین می‌نامند. گسل‌های معمولی به‌وجود آورندهٔ فروزمین اغلب پرشیب می‌باشند.
معروف‌ترین انواع آن دره رود اردن و دریای مرده و دریای سرخ است.